# Simon Beaufils
Pour les articles homonymes, voir Beaufils.
Simon Beaufils est un directeur de la photographie français.

## Biographie
Simon Beaufils est diplômé en 2023 de la Fémis.

## Filmographie partielle

### Au cinéma

#### Courts et moyens métrages
- 2003 : Dremano oko de Vladimir Perisic
- 2004 : Mona lisier
- 2004 : Plutôt d'accord de Christophe Botti et Stéphane Botti
- 2004 : Retiens la nuit
- 2005 : La Noiraud
- 2006 : Bottom
- 2006 : Twist
- 2007 : La Route, la nuit
- 2007 : Le Dépeuplé
- 2008 : Les Filles de feu
- 2008 : L'Élan
- 2008 : Saveurs de Chine de Meifen Li et Bernard Louargant
- 2009 : Just a Pitch
- 2009 : C'est qui l'homme ?
- 2009 : Les Astres noirs
- 2010 : Ulysses
- 2010 : Au fond de l'eau
- 2010 : Sang froid
- 2010 : Manù
- 2010 : Civilisation
- 2010 : Orphee New Wave
- 2010 : La Maison de Jean de Valérie Garel
- 2011 : Centre Cuir
- 2012 : La Grève des ventres
- 2012 : Les Ambassadeurs
- 2012 : Musique de chambre
- 2013 : Zoo
- 2013 : Expiration
- 2013 : Malfaisant
- 2013 : La Dernière plaine de David Depesseville
- 2015 : La Visite
- 2017 : Les Îles
- 2017 : À discrétion de Cedric Venail
- 2019 :  19
- 2023 : J'ai vu le visage du diable

#### Longs métrages
- 2004 : Libre armada
- 2008 : Un virus dans la ville de Cédric Venail
- 2009 : Ordinary People de Vladimir Perisic
- 2011 : Kurosawa, la voie de Catherine Cadou
- 2013 : Les Rencontres d'après minuit de Yann Gonzalez
- 2013 :  Les Opportunistes (Il capitale umano) de Paolo Virzi (séquences d'été)
- 2014 : Les Ponts de Sarajevo  (segment Au gré de nos ombres)
- 2014 : Fidelio, l'odyssée d'Alice de Lucie Borleteau
- 2015 : Crache cœur de Julia Kowalski
- 2016 :  Victoria de Justine Triet
- 2016 : Voyage à travers le cinéma français de Bertrand Tavernier
- 2016 : Jeunesse de Julien Samani
- 2017 : La Surface de réparation de Christophe Régin
- 2018 : Un couteau dans le cœur de Yann Gonzalez
- 2018 : Bêtes blondes de Maxime Matray et Alexia Walther
- 2018 : Still River (Akinito potami) d'Angelos Frantzis
- 2019 :  Sibyl de Justine Triet
- 2020 : Antoinette dans les Cévennes de Caroline Vignal
- 2020 : L'Été nucléaire de Gaël Lépingle
- 2021 : Robuste de Constance Meyer
- 2022 : Bowling Saturne de Patricia Mazuy
- 2022 : Astrakan de David Depesseville
- 2023 : Anatomie d'une chute de Justine Triet
- 2024 : La Prisonnière de Bordeaux de Patricia Mazuy

### À la télévision
- 2009 : Écrire pour un chanteur (série télévisée, 1 épisode)
- 2015 : Les Trois Sœurs de Valeria Bruni Tedeschi (téléfilm)

### Clips musicaux
- 2023 : Bertrand Belin : Surfaces

## Récompenses et distinctions
- Festival européen du film court de Brest 2003
- International Cinematographers' Film Festival Manaki Brothers 2023
- César du cinéma :  
  - 2021 :
  - 2024 :
- Mons International Festival of Love Films 2015
- Lumières de la presse internationale 2024
- CinEuphoria Awards (es) 2019
- Prix du cinéma hellénique 2019 : Meilleure photographie pour son travail sur Akinito potami
- Janela do Recife International Film Festival 2018 :   
  - International Competition Shorts : Meilleure photographie pour son travail sur Twist
- VHS Awards 2023 :